# Easton Bavents
Easton Bavents is een buurt, voormalig civil parish en een verdwenen dorp in het bestuurlijke gebied Waveney, in het Engelse graafschap Suffolk. Easton Bavents is een smalle landstrook ten noorden van Southwold tot de kreek Ward Bdy.  De civil parish Easton Bavents werd met Reydon samengevoegd.
Easton Bavents verkreeg het marktrecht en het recht een jaarmarkt te houden in 1330. De Sint-Nicolaas Kerk is met het dorp eind 17e eeuw in de zee verdwenen en ligt nu ongeveer 1,6 km uit de kust. Kaap Easton Ness was voordat het wegspoelde het oostelijke punt van Engeland. In de 19e eeuw was er nog slechts een vissersdorpje dat in 1870-72  7 inwoners telde.
Sole Bay (Solebay) is het water voor de kust van Easton Bavents. Hier vond in 1672 de Slag bij Solebay plaats. Dit was de eerste zeeslag van de Derde Engels-Nederlandse Oorlog. De vloot van de Republiek der Zeven Verenigde Nederlanden, stond hier onder het bevel van admiraal Michiel de Ruyter.

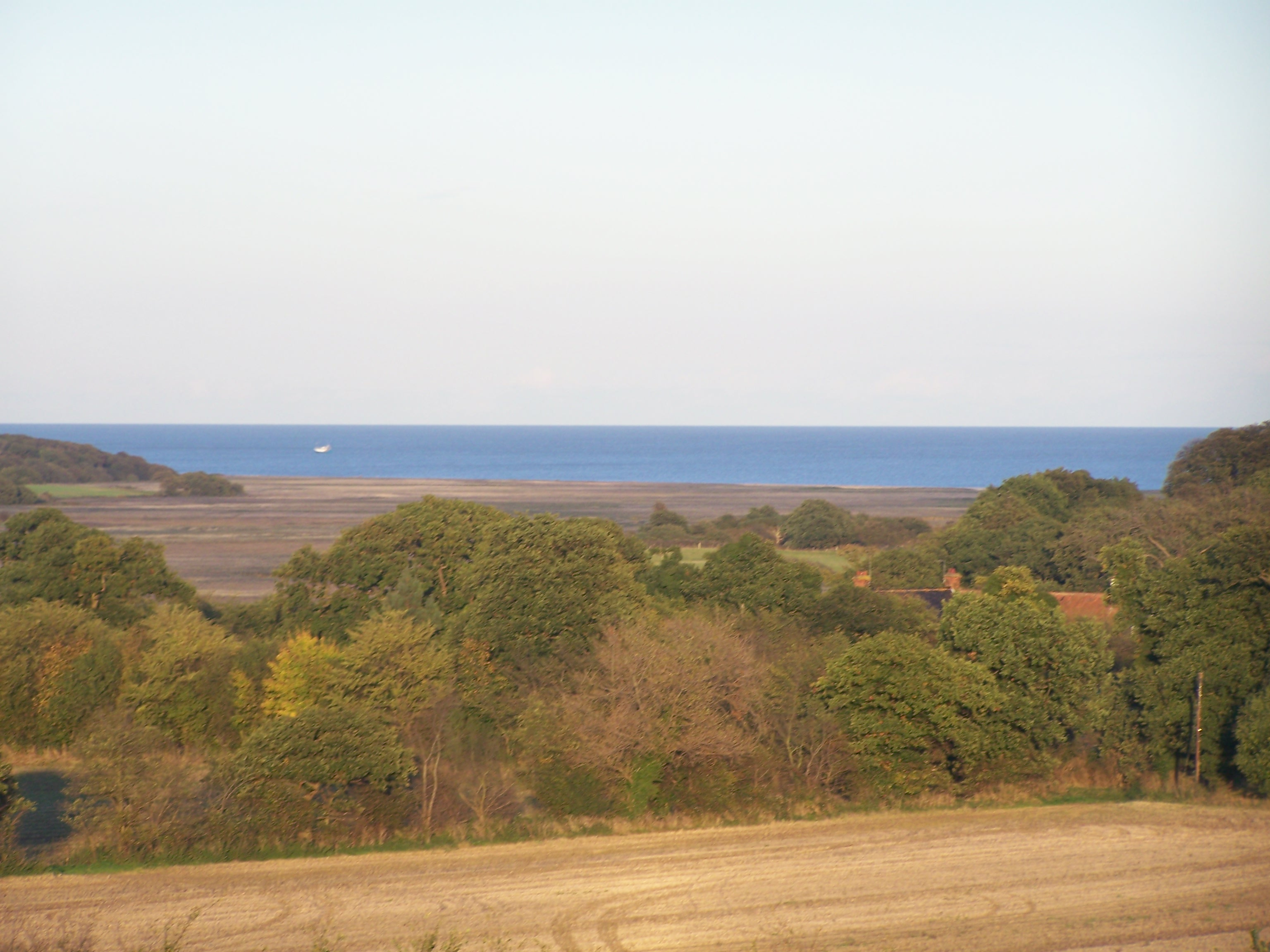
Zicht over de Sole Bay (De foto werd vanaf de kerk van Reydon genomen)

## Link
- Easton Broad en Wood - Stacey Peak Media